# Pinguini Tattici Nucleari
Pinguini Tattici Nucleari (etwa „Taktische nukleare Pinguine“) ist eine italienische Indie-Rock-Band aus Bergamo.

## Bandgeschichte
Die Band entstand während der Schulzeit ihrer Mitglieder und benannte sich nach dem Bier Tactical Nuclear Penguin der britischen Brauerei BrewDog. Als erste Veröffentlichung legte sie 2012 die EP Cartoni animali vor, das erste Album Il Re è nudo erschien 2014. Mit dem zweiten Album Diamo un calcio all’Aldilà erreichte die Gruppe 2015 erstmals ein größeres Publikum, insbesondere mit der Single Me Want Marò Back. 2017 erschien das dritte Album Gioventù brucata, mit der erfolgreichen Single Irene. Nachdem sie bis dahin alle Alben in Eigenproduktion veröffentlicht hatte, unterschrieb die Band schließlich einen Plattenvertrag mit dem Major-Label Sony; das erste Album bei Sony, eingeleitet von der Single Verdura, erschien 2019 unter dem Titel Fuori dall’hype und erreichte Platz zwölf der italienischen Albumcharts.
Mit dem Lied Ringo Starr nahm die Band am Sanremo-Festival 2020 teil und erreichte den dritten Platz. Gleichzeitig erschien eine Neuauflage ihres letzten Albums.

## Diskografie

### Alben
- 2012: Cartoni animali (EP)
- 2014: Il re è nudo
- 2015: Diamo un calcio all’Aldilà

| Jahr | Titel Musiklabel                                        | Höchstplatzierung, Gesamtwochen, AuszeichnungChartplatzierungen (Jahr, Titel, Musiklabel, Platzierungen, Wochen, Auszeichnungen, Anmerkungen) | Höchstplatzierung, Gesamtwochen, AuszeichnungChartplatzierungen (Jahr, Titel, Musiklabel, Platzierungen, Wochen, Auszeichnungen, Anmerkungen) | Anmerkungen                                                                  | [↑]: gemeinsam behandelt mit vorhergehendem Eintrag; [←]: in beiden Charts platziert |
| Jahr | Titel Musiklabel                                        | IT | CH | Anmerkungen                                                                  |                                                                                      |
| ---- | ------------------------------------------------------- | --- | --- | ---------------------------------------------------------------------------- | ------------------------------------------------------------------------------------ |
| 2017 | Gioventù brucata RCA Records (Sony)                     | IT83 Gold · (1 Wo.)IT | — | Erstveröffentlichung: 14. April 2017 Verkäufe: + 25.000; Charteinstieg: 2025 |                                                                                      |
| 2019 | Fuori dall’hype RCA Records (Sony)                      | IT2 ×5Fünffachplatin · (… Wo.)IT | — | Erstveröffentlichung: 5. April 2019 Verkäufe: + 250.000                      |                                                                                      |
| 2020 | Fuori dall’hype - Ringo Starr RCA Records (Sony)[IT: ↑] | IT2 ×5Fünffachplatin · (… Wo.)IT | — | Erstveröffentlichung: 7. Februar 2020 Verkäufe: + 200.000                    |                                                                                      |
| 2020 | Ahia! RCA Records (Sony)                                | IT2 ×5Fünffachplatin · (… Wo.)IT | — | Erstveröffentlichung: 4. Dezember 2020 EP; Verkäufe: + 250.000               |                                                                                      |
| 2022 | Fake News Columbia Records (Sony)                       | IT1 ×5Fünffachplatin · (… Wo.)IT | CH85 (1 Wo.)CH | Erstveröffentlichung: 2. Dezember 2022 Verkäufe: + 250.000                   |                                                                                      |
| 2024 | Hello World Epic Records (Sony)                         | IT1 ×2Doppelplatin · (… Wo.)IT | CH21 (1 Wo.)CH | Erstveröffentlichung: 6. Dezember 2024 Verkäufe: + 100.000                   |                                                                                      |

### Singles
| Jahr | Titel Album                                          | Höchstplatzierung, Gesamtwochen, AuszeichnungChartsChartplatzierungen (Jahr, Titel, Album, Platzierungen, Wochen, Auszeichnungen, Anmerkungen) | Anmerkungen                                                                 |
| Jahr | Titel Album                                          | IT | Anmerkungen                                                                 |
| --- | ---------------------------------------------------- | --- | --------------------------------------------------------------------------- |
| 2019 | Verdura Fuori dall’hype                              | IT98 Platin · (1 Wo.)IT | Erstveröffentlichung: 18. Januar 2019 Verkäufe: + 70.000                    |
| 2020 | Ringo Starr Fuori dall’hype - Ringo Starr            | IT3 ×4Vierfachplatin · (44 Wo.)IT | Erstveröffentlichung: 6. Februar 2020 Verkäufe: + 400.000                   |
| 2020 | Ridere Fuori dall’hype - Ringo Starr                 | IT28 ×6Sechsfachplatin · (127 Wo.)IT | Erstveröffentlichung: 17. April 2020 Verkäufe: + 600.000                    |
| 2020 | La storia infinita Ahia!                             | IT14 ×3Dreifachplatin · (25 Wo.)IT | Erstveröffentlichung: 28. August 2020 Verkäufe: + 300.000                   |
| 2020 | Scooby Doo Ahia!                                     | IT2 ×4Vierfachplatin · (35 Wo.)IT | Erstveröffentlichung: 13. November 2020 Verkäufe: + 400.000                 |
| 2021 | Ferma a guardare (Remix) Gemelli (ascendente Milano) | IT3 (58 Wo.)IT | Erstveröffentlichung: 20. Januar 2021 mit Ernia                             |
| 2021 | Scrivile scemo Ahia!                                 | IT11 ×5Fünffachplatin · (82 Wo.)IT | Erstveröffentlichung: 23. April 2021 Verkäufe: + 500.000                    |
| 2021 | Pastello bianco Ahia!                                | IT2 ×8Achtfachplatin · (141 Wo.)IT | Erstveröffentlichung: 17. September 2021 Verkäufe: + 800.000                |
| 2022 | Giovani wannabe Fake News                            | IT1 ×7Siebenfachplatin · (77 Wo.)IT | Erstveröffentlichung: 27. Mai 2022 Verkäufe: + 700.000                      |
| 2022 | Dentista Croazia Fake News                           | IT40 Gold · (6 Wo.)IT | Erstveröffentlichung: 19. August 2022 Verkäufe: + 50.000                    |
| 2022 | Ricordi Fake News                                    | IT1 ×5Fünffachplatin · (59 Wo.)IT | Erstveröffentlichung: 22. September 2022 Verkäufe: + 500.000                |
| 2023 | Coca zero Fake News                                  | IT20 ×2Doppelplatin · (25 Wo.)IT | Erstveröffentlichung: 31. März 2023 Verkäufe: + 200.000                     |
| 2023 | Rubami la notte Fake News                            | IT5 ×4Vierfachplatin · (50 Wo.)IT | Erstveröffentlichung: 19. Mai 2023 Verkäufe: + 400.000                      |
| 2024 | Romantico ma muori Hello World                       | IT3 Platin · (27 Wo.)IT | Erstveröffentlichung: 13. September 2024 Verkäufe: + 100.000                |
| 2024 | Islanda Hello World                                  | IT1 Platin · (… Wo.)IT | Erstveröffentlichung: 15. November 2024 Verkäufe: + 200.000                 |
| 2025 | Bottiglie vuote Hello World                          | IT4 Gold · (… Wo.)IT | Erstveröffentlichung: 11. April 2025 Verkäufe: + 100.000; feat. Max Pezzali |
| Folgende Lieder erschienen nicht als Single, wurden aber durch das Album zum Download und Streaming bereitgestellt und konnten somit eine Platzierung erlangen: |                                                      | |                                                                             |
| |                                                      | |                                                                             |
| 2020 | Bergamo Fuori dall’hype                              | IT97 Gold · (1 Wo.)IT | Verkäufe: + 35.000                                                          |
| 2020 | Bohémien Ahia!                                       | IT38 Platin · (2 Wo.)IT | Verkäufe: + 100.000                                                         |
| 2020 | Giulia Ahia!                                         | IT47 Platin · (1 Wo.)IT | Verkäufe: + 100.000                                                         |
| 2020 | Ahia!                                                | IT61 (1 Wo.)IT |                                                                             |
| 2022 | Zen Fake News                                        | IT22 Platin · (6 Wo.)IT | Verkäufe: + 100.000                                                         |
| 2022 | Hikikomori Fake News                                 | IT29 Platin · (8 Wo.)IT | Verkäufe: + 100.000                                                         |
| 2022 | Hold On Fake News                                    | IT31 Platin · (3 Wo.)IT | Verkäufe: + 100.000                                                         |
| 2022 | L’ultima volta Fake News                             | IT35 Gold · (2 Wo.)IT | Verkäufe: + 50.000                                                          |
| 2022 | Stage Diving Fake News                               | IT45 (1 Wo.)IT |                                                                             |
| 2022 | Fede Fake News                                       | IT62 (1 Wo.)IT |                                                                             |
| 2022 | Melting Pop Fake News                                | IT79 (1 Wo.)IT |                                                                             |
| 2022 | Barfly Fake News                                     | IT80 (1 Wo.)IT |                                                                             |
| 2024 | Amaro Hello World                                    | IT11 Gold · (16 Wo.)IT | Verkäufe: + 100.000                                                         |
| 2024 | Migliore Hello World                                 | IT25 (2 Wo.)IT |                                                                             |
| 2024 | Burnout Hello World                                  | IT31 (3 Wo.)IT |                                                                             |
| 2024 | Your Dog Hello World                                 | IT40 (2 Wo.)IT |                                                                             |
| 2024 | Per non sentire la fine del mondo Hello World        | IT41 (2 Wo.)IT |                                                                             |
| 2024 | Nevica Hello World                                   | IT44 (2 Wo.)IT |                                                                             |
| 2024 | Hello World                                          | IT60 (1 Wo.)IT |                                                                             |
| 2024 | Piccola volpe Hello World                            | IT61 (1 Wo.)IT |                                                                             |
| 2024 | Bottiglie vuote Hello World                          | IT67 (1 Wo.)IT |                                                                             |
| 2024 | Alieni Hello World                                   | IT69 (1 Wo.)IT |                                                                             |
| 2024 | Titoli di coda Hello World                           | IT75 (1 Wo.)IT |                                                                             |
| 2024 | Fuck You Vincenzo Hello World                        | IT80 (1 Wo.)IT |                                                                             |
| 2024 | Nativi digitali Hello World                          | IT100 (1 Wo.)IT |                                                                             |

Weitere Singles
- 2017: Irene – IT: Platin (100.000+)

### Gastbeiträge
| Jahr | Titel Album                | Höchstplatzierung, Gesamtwochen, AuszeichnungChartsChartplatzierungen (Jahr, Titel, Album, Platzierungen, Wochen, Auszeichnungen, Anmerkungen) | Anmerkungen                                                                                         |
| Jahr | Titel Album                | IT | Anmerkungen                                                                                         |
| --- | -------------------------- | --- | --------------------------------------------------------------------------------------------------- |
| 2023 | Nightmares –               | IT1 ×2Doppelplatin · (31 Wo.)IT | Erstveröffentlichung: 29. September 2023 Verkäufe: + 200.000; Bresh feat. Pinguini Tattici Nucleari |
| Folgende Lieder erschienen nicht als Single, wurden aber durch das Album zum Download und Streaming bereitgestellt und konnten somit eine Platzierung erlangen: |                            | | |
| |                            | | |
| 2021 | Babaganoush Madame         | IT21 Gold · (2 Wo.)IT | Verkäufe: + 50.000; Madame feat. Pinguini Tattici Nucleari                                          |
| 2022 | R!va C@ra++ere s?ec!@le    | IT20 Gold · (4 Wo.)IT | Verkäufe: + 50.000; Tha Supreme feat. Pinguini Tattici Nucleari                                     |
| 2023 | Puoi Infinito +1           | IT56 Gold · (2 Wo.)IT | Erstveröffentlichung: 4. März 2021 Verkäufe: + 50.000; Fulminacci feat. Pinguini Tattici Nucleari   |
| 2024 | Maledetta vita Odio la sad | IT89 (1 Wo.)IT | La Sad feat. Pinguini Tattici Nucleari                                                              |

## Auszeichnungen für Musikverkäufe
| Goldene Schallplatte - Italien - 2021: für das Lied Fuori dall’hype - 2021: für das Lied Monopoli - 2021: für das Lied Scatole | Platin-Schallplatte - Italien - 2021: für das Lied Antartide - 2021: für das Lied Lake Washington Boulevard - 2021: für das Lied Nonono - 2023: für das Lied La banalità del mare - 2024: für das Lied Tetris |

Anmerkung: Auszeichnungen in Ländern aus den Charttabellen bzw. Chartboxen sind in ebendiesen zu finden.
| Land/RegionAuszeichnungen für Musikverkäufe (Land/Region, Auszeichnungen, Verkäufe, Quellen) | Gold       | Platin       | Verkäufe  | Quellen |
| -------------------------------------------------------------------------------------------- | ---------- | ------------ | --------- | ------- |
| Italien (FIMI)                                                                               | 12× Gold12 | 81× Platin81 | 8.045.000 | fimi.it |
| Insgesamt                                                                                    | 12× Gold12 | 81× Platin81 |           |         |

## Belege
1. ↑  Alben von Pinguini Tattici Nucleari. In: Italiancharts.com. Hung Medien, abgerufen am 15. November 2021.
2. ↑  Chartquellen: CH
3. ↑  Archivio classifiche Top Singoli. FIMI, abgerufen am 9. April 2025 (italienisch).
4. ↑  Archivio classifiche Top Singoli. FIMI, abgerufen am 9. April 2025 (italienisch).